# Duilio Courir
Duilio Courir (Zara, 15 luglio 1928 – Zurigo, 25 marzo 2010) è stato un critico musicale italiano.
Duilio Courir è nato a Zara da Ugo ed Elisabetta Ghiglianovich, primo di tre fratelli. Abbandonata la Dalmazia nel 1942, con la famiglia si trasferisce a Venezia dove frequenta il liceo e prosegue gli studi di pianoforte con Gino Tagliapietra. 
Dopo la morte della madre, colpita da un male incurabile, si trasferisce a Bologna dove inizia gli studi di Giurisprudenza e, soprattutto, comincia a frequentare gli ambienti intellettuali . Inizia a lavorare per il Resto del Carlino insieme a giornalisti come Luca Goldoni, Matteo Leonelli, Metello Cesarini e diventa critico musicale del giornale bolognese. 
Nel 1973 viene chiamato da Piero Ottone a sostituire Franco Abbiati al Corriere della Sera, di cui diviene critico musicale titolare dal 1973 al 1991. Ha diretto dal 1989 al 2007 il mensile Amadeus (rivista). Ideatore del Premio della critica musicale "Franco Abbiati" nel 1981, è stato fondatore e presidente dell'Associazione nazionale critici musicali dal 1987 al 1993.
Nel settembre del 2008, il Comune e la Scuola di Musica di Fiesole hanno celebrato gli ottant’anni di Duilio Courir conferendogli la cittadinanza onoraria. In quell'occasione fu pubblicato dall'editore di Lugano Giampiero Casagrande il volume La mia musica, una raccolta di alcune recensioni di Courir a partire dagli anni Settanta insieme a scritti di alcuni amici.
| Controllo di autorità | VIAF (EN) 81687802 · SBN UFIV052009 · GND (DE) 137506155 |